# Ducado de Sajonia-Gotha
El Ducado de Sajonia-Gotha fue un antiguo ducado de Alemania situado en el actual estado de Turingia, perteneciente a los llamados Ducados Ernestinos, ya que eran gobernados por duques de la línea Ernestina de la casa sajona de los Wettin.

## Historia

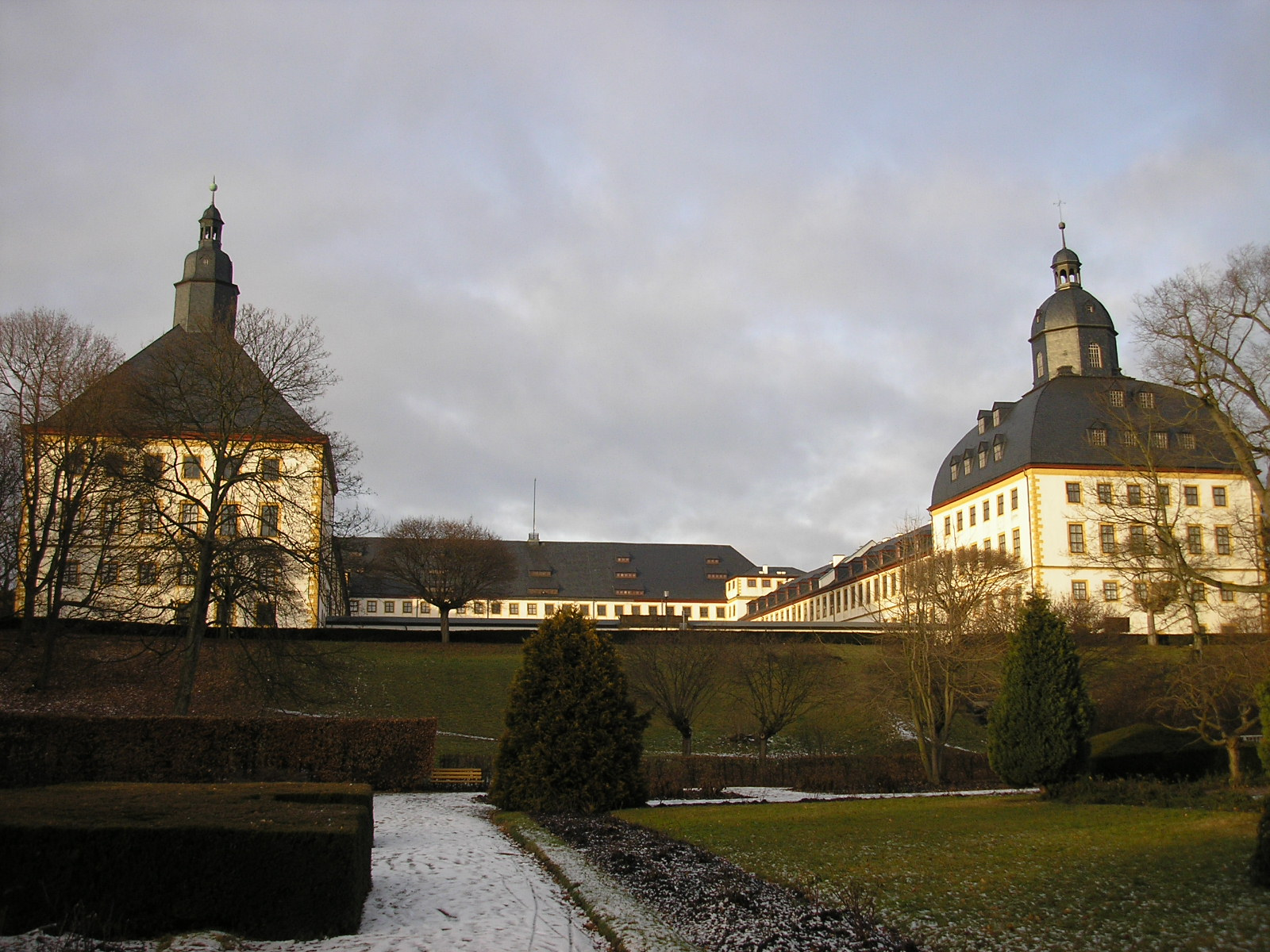
Palacio de Friedenstein, en Gotha.

El ducado de Sajonia-Gotha se constituyó en 1640 en favor de Ernesto I el Piadoso, hermano menor de Guillermo IV el Grande de Sajonia-Weimar y de Alberto de Sajonia-Eisenach. Se acrecentó en 1641 con el Ducado Sajonia-Coburgo y en 1672 con el Ducado de Sajonia-Altemburgo.
En 1675 lo hereda el hijo de Ernesto I, Federico I, pero finalmente solo conservó los territorios propiamente de Gotha y los de Altemburgo, quedando constituido el nuevo ducado de Sajonia-Gotha-Altemburgo, ya que fue cediendo a sus hermanos menores en 1680:
- Alberto el Ducado de Sajonia-Coburgo
- Bernardo el Ducado de Sajonia-Meiningen (Meiningen, Wasungen, Salzungen, Untermassfeld, Frauenbreitungen, etc.)
- Enrique el Ducado de Sajonia-Römhild (Ämtern, Römhild, Königsberg (en 1683 a Sajonia-Hildburghausen) y Themar)
- Cristian el Ducado de Sajonia-Eisenberg (Camburg, Roda, Ronneburg y Eisenberg)
- Ernesto el Ducado de Sajonia-Hildburghausen (Heldburg, Eisfeld, Hildburghausen, en 1683 Königsberg, en 1705 Sonnefeld y Behringen)
- Juan Ernesto el Ducado de Sajonia-Saalfeld (en 1681 Saalfeld, Gräfenthal y Probstzella, en 1682 Pössneck, en 1714 Römhild y parte de Themar)

## Duques de Sajonia-Gotha
- Ernesto I el Piadoso (1640-1675)
- Federico I (1675-1680)

El ducado pasa a ser de Sajonia-Gotha-Altemburgo
- Datos: Q700229